# Giulio Maceratini
Giulio Maceratini (Roma, 13 febbraio 1938 – Roma, 25 luglio 2020) è stato un politico italiano esponente del Movimento Sociale Italiano - Destra Nazionale e di Alleanza Nazionale e parlamentare.

## Biografia
Fu allievo del filosofo Julius Evola. Avvocato penalista, vicino, nel MSI-DN, alle posizioni di Pino Rauti, nel 1991 fu però uno degli artefici del ritorno di Gianfranco Fini alla guida del partito, dopo la parentesi dello stesso Rauti. Negli anni settanta fu dirigente del Centro Nazionale Sportivo Fiamma.
Il suo nome figura nell´elenco dei 50 estremisti di destra (tra cui spiccano i nomi di Mario Merlino e Adriano Tilgher), acquisito dalla magistratura, che il 16 aprile 1968 si imbarcarono per la Grecia dei colonnelli. Le finalità di tale viaggio restano ancor oggi oggetto di dibattito. È assodato però che a seguito di tale avvenimento, alcuni di loro entrarono in gruppi anarchici e maoisti per fungere da infiltrati.
Nel 1983 fu eletto deputato, nel collegio di Roma, nella IX, venendo confermato nella X e nella XI.
Candidato alle elezioni europee del 1984 per le liste missine, entrò al Parlamento europeo nel giugno 1988 sostituendo Pino Romualdi e aderì al gruppo delle Destre europee. Rassegnerà le dimissioni da parlamentare europeo nell'ottobre successivo, venendo sostituito da Marco Cellai. Dal 1988 al 1990 è stato anche consigliere comunale del MSI a Cerveteri.
Fu eletto nel 1994 al Senato della Repubblica nella XII, venendo confermato nel 1996 per la XIII, durante le quali fu presidente del Gruppo parlamentare di Alleanza Nazionale. Fece parte della Direzione nazionale del partito.
Dopo due mandati al Senato, tornò alla Camera nella XIV Legislatura (2001–2006).

## Incarichi parlamentari

### Camera
- Componente della GIUNTA ELEZIONI (IX legislatura)
- Componente della IV COMMISSIONE (GIUSTIZIA) (IX legislatura)
- Componente della GIUNTA PROVVISORIA DELLE ELEZIONI (X legislatura)
- Segretario dell'UFFICIO DI PRESIDENZA (XI legislatura)
- Componente della II COMMISSIONE (GIUSTIZIA) (XI legislatura)
- Componente della COMMISSIONE PARLAMENTARE D'INCHIESTA SUL TERRORISMO IN ITALIA E SULLE CAUSE DELLA MANCATA INDIVIDUAZIONE DEI RESPONSABILI DELLE STRAGI (X,XI legislatura)
- Componente della SEZIONE GIURISDIZIONALE DELL'UFFICIO DI PRESIDENZA (XI legislatura)
- Componente del COMITATO PER LA SICUREZZA (XI legislatura)
- Componente del COMITATO PER GLI AFFARI DEL PERSONALE (XI legislatura)
- Componente della II COMMISSIONE (GIUSTIZIA) (X,XIV legislatura)
- Componente della IV COMMISSIONE (DIFESA) (XIV legislatura)

### Senato
- presidente del Gruppo parlamentare di A.N. (XII e XIII legislatura)